# Hamburg (Arkansas)
Hamburg é uma cidade localizada no estado americano de Arkansas, no Condado de Ashley.

## Demografia
Segundo o censo americano de 2000, a sua população era de 3039 habitantes.
Em 2006, foi estimada uma população de 2801, um decréscimo de 238 (-7.8%).

## Geografia
De acordo com o United States Census Bureau, a localidade tem uma área de 8,8 km², sem área coberta por água. Hamburg localiza-se a aproximadamente 49 m acima do nível do mar.

## Localidades na vizinhança
O diagrama seguinte representa as localidades num raio de 32 km ao redor de Hamburg.